# Eduard Buchner
Eduard Buchner (Monaco di Baviera, 20 maggio 1860 – Focșani, 12 agosto 1917) è stato un chimico e zimologo tedesco, vincitore nel 1907 del Premio Nobel per la Chimica per i suoi lavori sulla fermentazione.

## Biografia

### I primi anni
Nacque a Monaco di Baviera, figlio di un medico e professore straordinario di medicina forense. Fu fratello minore di Hans Buchner. Nel 1884 iniziò i suoi studi di chimica presso Adolf von Baeyer e di botanica con il professor C. Von Naegeli all'istituto di botanica di Monaco di Baviera. Dopo un periodo di lavoro con Hermann Emil Fischer a Erlangen ottenne il dottorato dall'università di Monaco di Baviera nel 1888.

### Ricerca
Gli studi grazie ai quali Buchner vinse il Premio Nobel furono focalizzati sulla produzione di estratti di lievito extracellulari e sulla dimostrazione della loro capacità catalitica anche al di fuori del contesto fisiologico. Nella seconda metà del 1850 grazie ai contributi di Pasteur e alle sue osservazioni sulla fermentazione degli zuccheri, era in voga la teoria, nota come vitalismo, che esistessero composti organici, chiamati allora "fermenti", inseparabili dalla struttura cellulare, capaci di promuovere la conversione degli zuccheri in alcol. Nel 1897 Buchner dimostrò che i suddetti estratti di lievito coinvolti nella fermentazione potevano efficientemente funzionare anche se rimossi dai siti cellulari di appartenenza. Aggiungendo a questi glucosio, maltosio o fruttosio, infatti, si poteva osservare anche per svariati giorni la produzione di anidride carbonica, uno dei prodotti della fermentazione alcolica. Indagini microscopiche non rivelarono la presenza di lieviti ancora in vita.
In seguito Frederick W. Kuhne chiamerà queste molecole enzimi, termine oggi approvato al posto di "fermenti".
Contrariamente all'opinione comune, il filtro Büchner non prende il nome da Eduard Buchner, ma da Ernst Buchner chimico industriale suo inventore.
Nel 1907 vinse il Premio Nobel per la chimica per i suoi studi di biochimica e per la scoperta delle cosiddette zimasi del lievito.

### Vita privata
Buchner sposò Lotte Stahl nel 1900. Durante la prima guerra mondiale servì con il grado di maggiore presso un ospedale al fronte a Focșani in Romania. Fu ferito il 3 agosto 1917 e morì a Focșani nove giorni dopo per le conseguenze di quelle ferite all'età di 57 anni.